# Angel Stadium of Anaheim
L'Angel Stadium of Anaheim és un estadi de beisbol situat a la ciutat d'Anaheim, Califòrnia, a prop de la ciutat de Los Angeles, l'estadi és la seu de l'equip de l'MLB Los Angeles Angels of Anaheim.

## Història
L'estadi es va construir entre els anys 1964 i 1966, durant aquest temps l'equip de Los Angeles Angels of Anaheim va haver de jugar a l'estadi de Los Angeles Dodgers, el Dodger Stadium. L'estadi va ser construït en una zona agrícola a la ciutat d'Anaheim d'aproximadament 65 km², a finals dels anys 1970 l'equip de l'NFL dels Saint Louis Rams (llavors Los Angeles Rams) va decidir mudar-se a l'Anaheim Stadium augmentant la capacitat de l'estadi fins als 64.593 espectadors pels partits de futbol americà, l'estadi va ser seu d'aquest equip fins a l'any 1994 quan l'equip va ser traslladat a St. Louis (Missouri). L'any 1994 el terratrèmol de Northridge va provocar l'enderrocament de la pantalla de l'estadi i va caure sobre els seients, afortunadament l'estadi es trobava buit.
L'any 1996 la companyia Disney es va convertir en el propietari de l'equip renovant així l'estadi per tornar a convertir-lo en un estadi de beisbol exclusivament. L'any 1998 l'estadi va ser rebatejat com Edison International Field per l'empresa Edison International que tenia un conveni de 20 anys sobre l'estadi, el 2003 la companyia va decidir sortir del conveni i l'estadi es va quedar amb el seu nom actual.